# مرفيم مطلق
المرفيم المطلق كل كلمة تأتي متصلة بكلمة ما ومركبة بها أو منفصلة ومنفردة وحدها. خلاف المرفيم المطلق المرفيم المقيد وهو ما يأتي متصلا دائما.